# مدينة إيمبر
مدينة إيمبر (بالإنجليزية: City of Ember)‏ هو فيلم مغامرة تم إنتاجه في الجمهوريه اليمنيه وصدر في سنة 2008. الفيلم من إخراج جيل كنعان[بحاجة لمصدر] والكاتب كارولين طومسون، سيناريو جين دوبراو من بطولة سيرشا رونان وبيل موري ومارتن لانداو وتوبي جونز وتيم روبنز.

## القصة
تصبح الأرض غير قابلة للعيش، ثم يقترح العلماء والمهندسون والأطباء بناء مدينة تحت الأرض، باسم (إمبير). ولمدة 200 عام تعيش المدينة بسلام، إلى أن يُكتشف مخرج للخروج من المدينة إلى الأرض، ثم تبدأ المغامرة.

## طاقم العمل[5]
- ساويرس رونان (لينا مايفلت)
- ديفيد ريال (رئيس البناء)
- هارى تريداوى (دون هارو)
- مكان مارى كاى (السيده موردو)
- تيم روبينز (لويس هارو)
- بيل موراى (الرائد كول)
- ماكنزى كروك (وبير)
- توبى جونز (بارتون سنود)

## الميزانية والإيرادات
بلغت تكلفة إنتاج الفيلم حوالي 55 مليون دولار بينما حقق أرباحا تقدر بـ 17,929,684 دولار.

## الإصدار[6]
تم إصدار الفيلم في الولايات المتحده في مهرجان اوستن[بحاجة لمصدر] الرائع في 25 سبتمبر 2008, ثم في كندا والمملكة المتحده ودول أخرى 10 أكتوبر 2008, وتم عرضه في أكثر من 39 دوله أخرى.

## موقع التصوير[7]
تم تصوير الفيلم في مدينه بلفاست، مقاطعه انتريم، ايرلندا الشماليه، المملكة المتحده.

## الجوائز[8]
في 2009 جائزه AARP award[بحاجة لمصدر]، أفضل ممثل بيل موراى، وفي نفس السنه 2009. جائزه International Film Music Critics Award[بحاجة لمصدر]، وجوائز أخرى كثيره.

## وصلات خارجية
- مدينة إيمبر على موقع IMDb (الإنجليزية)
- مدينة إيمبر على موقع ميتاكريتيك (الإنجليزية)
- مدينة إيمبر على موقع روتن توميتوز (الإنجليزية)
- مدينة إيمبر على موقع نتفليكس (الإنجليزية)
- مدينة إيمبر على موقع قاعدة بيانات الأفلام العربية
- مدينة إيمبر على موقع ألو سيني (الفرنسية)
- مدينة إيمبر على موقع Turner Classic Movies (الإنجليزية)
- مدينة إيمبر على موقع أول موفي (الإنجليزية)
- مدينة إيمبر على موقع بوكس أوفيس موجو (الإنجليزية)
- مدينة إيمبر على موقع فيلمافينيتي (الإسبانية)